# Hraničná (Švarcava)
Zaniklá osada Hraničná (německy Paadorf) stávala v lesích na česko-bavorském pomezí, na svahu kopce Záseky, na území obce Rybník, přibližně jeden kilometr od státní hranice v okrese Domažlice v Plzeňském kraji. Po administrativní stránce bývala částí Švarcavy. Název zaniklé osady dnes nesou chátrající budovy Pohraniční stráže.

## Historie
Osada byla vystavěna v roce 1875 Václavem Paaem tzv. načerno, tedy bez souhlasu majitelů pozemků. Výsledkem byl spor, který se táhl řadu let. V roce 1875 zde postavil první dům. Později další pokračoval výstavbou dalších tří domů. Zákazy státních úředníků , kteří poukazovali na to, že nemá povolení ke stavbě nebral na vědomí a stavěl dál. V roce 1885 postavil zvonici a roku 1886 hostinec. Teprve v roce 1921 přišlo z Prahy povolení k mýcení lesa a založení vesnice a tak se Paadorf dočkal definitivního uznání existence. Před druhou světovou válkou zde stálo 36 domů, po odsunu Němců nebyla dosídlena a na počátku padesátých let dvacátého století při vytvoření hraničního pásma prakticky srovnána se zemí.
Do současnosti se z původní zástavby dochoval jediný dům, původně hospoda, jenž byl přestavěn a začleněn do areálu 8. roty Paadorf, 2. pohraničního útvaru praporu Pivoň, brigády Poběžovice. Areál je dnes opuštěn a chátrá. V roce 1945 dostala vesnice nové jméno Hraničná, název však nepoužívali ani pohraničníci, a byla nazývána Paadorf, případně „Pádorf“.
Necelý kilometr od osady, směrem na osadu Závist, stojí Binhakova kaple z počátku 18. století, částečně obnovená po roce 1990.